# Církevní oblast Kampánie
Církevní oblast Kampánie (ital. Regione ecclesiastica Campania) je jedna z 16 církevních oblastí, do nichž je rozdělena římskokatolická církev v Itálii. Její hranice se z valné části kryjí s hranicemi italského regionu Kampánie. 

## Rozdělení
Církevní oblast Kampánie tvoří tři metropole, jejich devatenáct sufragánních diecézí či arcidiecézí, dvě územní opatství a jedna územní prelatura:
- Arcidiecéze Benevento
  - Diecéze Ariano Irpino-Lacedonia
  - Diecéze Avellino
  - Diecéze Cerreto Sannita-Telese-Sant'Agata de' Goti
  - Územní opatství Montevergine
  - Arcidiecéze Sant'Angelo dei Lombardi-Conza-Nusco-Bisaccia
- Arcidiecéze neapolská
  - Diecéze Acerra
  - Diecéze Alife-Caiazzo
  - Diecéze Aversa
  - Arcidiecéze Capua
  - Diecéze Caserta
  - Diecéze Ischia
  - Diecéze Nola
  - Územní prelatura Pompeje
  - Diecéze Pozzuoli
  - Diecéze Sessa Aurunca
  - Arcidiecéze Sorrento-Castellammare di Stabia
  - Diecéze Teano-Calvi
- Arcidiecéze Salerno-Campagna-Acerno
  - Arcidiecéze Amalfi-Cava de' Tirreni
  - Územní opatství Santissima Trinità di Cava de' Tirreni
  - Diecéze Nocera Inferiore-Sarno
  - Diecéze Teggiano-Policastro
  - Diecéze Vallo della Lucania

## Statistiky
- plocha: 13 879 km²
- počet obyvatel: 5 911 843
- počet farností: 1 821

## Biskupská konference oblasti Kampánie
- Předseda: kardinál Crescenzio Sepe, arcibiskup neapolský
- Místopředseda: Gennaro Pascarella, biskup pozzuolský
- Sekretář: Antonio Di Donna, biskup v Aceřře